# Funckarma
Funckarma is een Nederlandse elektronischemuziekgroep bestaande uit de broers Don en Roel Funcken. Het project is opgericht in Den Haag, maar opereerde later voornamelijk vanuit Almere. 

## Geschiedenis
Don begon met mixen toen hij twaalf was en kocht een Amiga toen hij zestien was. Roel won als dertienjarige een dj-wedstrijd en studeerde later sonologie.
De eerste bijdrage aan een compilatiealbum kwam uit in 1995. Aanvankelijk maakten de broers hiphop. Via de house, drum-'n-bass en breakbeats kwam de muziek van de groep in de categorie intelligent dance music terecht vanaf de eerste single in 1999. De gebroeders Funcken lieten zich verder inspireren door muzikanten als The Future Sound of London, The Orb, Aphex Twin, Autechre en de muziekstijlen ambient, jazz, dub, drum-'n-bass en vanaf 2008 dubstep. In de hiphop bleef het duo vanaf 2004 actief als producent van de Amerikaanse groep Shadow Huntaz. Roel Funcken bracht zijn eerste soloalbum uit in 2010.
Een aantal uitgaven van de broers zijn verschenen onder diverse aliassen, waarbij iedere naam een andere stijl omvat:
- Quench
- Automotive (jazz-georiënteerd)
- Cane / The Mystery Artist (acid/electro)
- Dif:use (ambient/noise-live-laptopband met wisselende samenstelling)
- Scone (met Reimer Eising (Kettel))
- Legiac (met Cor Bolten)
- Shadow Huntaz

Muziek van Funckarma is gebruikt voor reclamedoeleinden en de documentaires Because we're worth it over Viktor & Rolf en de geschiedenis van 50 jaar boeddhisme in Nederland (Boeddhistische Omroep Stichting).